# DAY AFTER DAY/SOLITAIRE
DAY AFTER DAY/SOLITAIRE（デイ・アフター・デイ/ソリティア）は、日本のロックバンド、BEAT CRUSADERSのシングル及び楽曲名。
2006年4月5日、デフスターレコーズよりリリース。

## 概要
メジャー3rdシングル。バンドとしては通算8枚目のシングルである。
バンド初の両A面シングルとなった。表題曲の2曲にはいずれもタイアップがついている（後述）。また、シングル作品としては、初めてオリコンTOP10にランクインした。
通常盤（2曲入り）と初回生産限定盤(4曲入り)の2種類がある。また初回盤は、"どっちが表かわからないダブルジャケット仕様"及び、ヒダカトオルによるライナーノーツ付きブックレット仕様となっている。

## 収録曲

### 初回生産限定盤
1. DAY AFTER DAY (3:58) 
スノーボード国際大会「X-TRAIL JAM IN TOKYO DOME」'05公式テーマソングとなり、発売の数ヶ月前からすでにオンエアされていた楽曲である。
2. SOLITAIRE (3:33)
日本テレビ系「2006 WBC」テーマソングとなった。
この曲のレコーディング時、マシータ(Dr)が足を負傷してドラムが叩けなくなったため、代役としてtrademarkのオーチリソウスケがドラムを担当している。
初回盤のみ次曲に繋がる形で収録されている。
3. OTHER SIDE OF THE WALL (3:49) ※初回生産限定盤のみ収録
4. WINDOM (2:58) ※初回生産限定盤のみ収録
LASTRUM時代の楽曲のリメイク。

全作詞：ヒダカトオル　作曲・編曲：BEAT CRUSADERS
「WINDOM」（作詞・作曲：ヒダカトオル　編曲：BEAT CRUSADERS）

### 通常盤
1. DAY AFTER DAY (3:58)
2. SOLITAIRE (3:41)